# Hôpital de la Salpêtrière
L'hôpital de la Pitié-Salpêtrière (précédemment à cet endroit hôpital de la Salpêtrière) est un hôpital de l'Assistance publique - Hôpitaux de Paris (AP-HP) situé 47-83, boulevard de l'Hôpital dans le 13e arrondissement de Paris.
Depuis mars 1964 et sa fusion avec l'hôpital de la Pitié reconstruit en 1911 à ses côtés, ils forment aujourd'hui l'hôpital de la Pitié-Salpêtrière, faisant partie du groupe hospitalo-universitaire AP-HP Sorbonne Université, anciennement GH de la Pitié-Salpêtrière - Charles-Foix depuis 2011. L'hôpital de la Pitié-Salpêtrière n'existe donc administrativement plus depuis 2011, alors que son implantation physique n'a pas varié.
L'hôpital de la Pitié-Salpêtrière est en 2013 le plus grand hôpital d'Europe, avec plus de 90 bâtiments répartis sur 33 hectares,.

## Historique

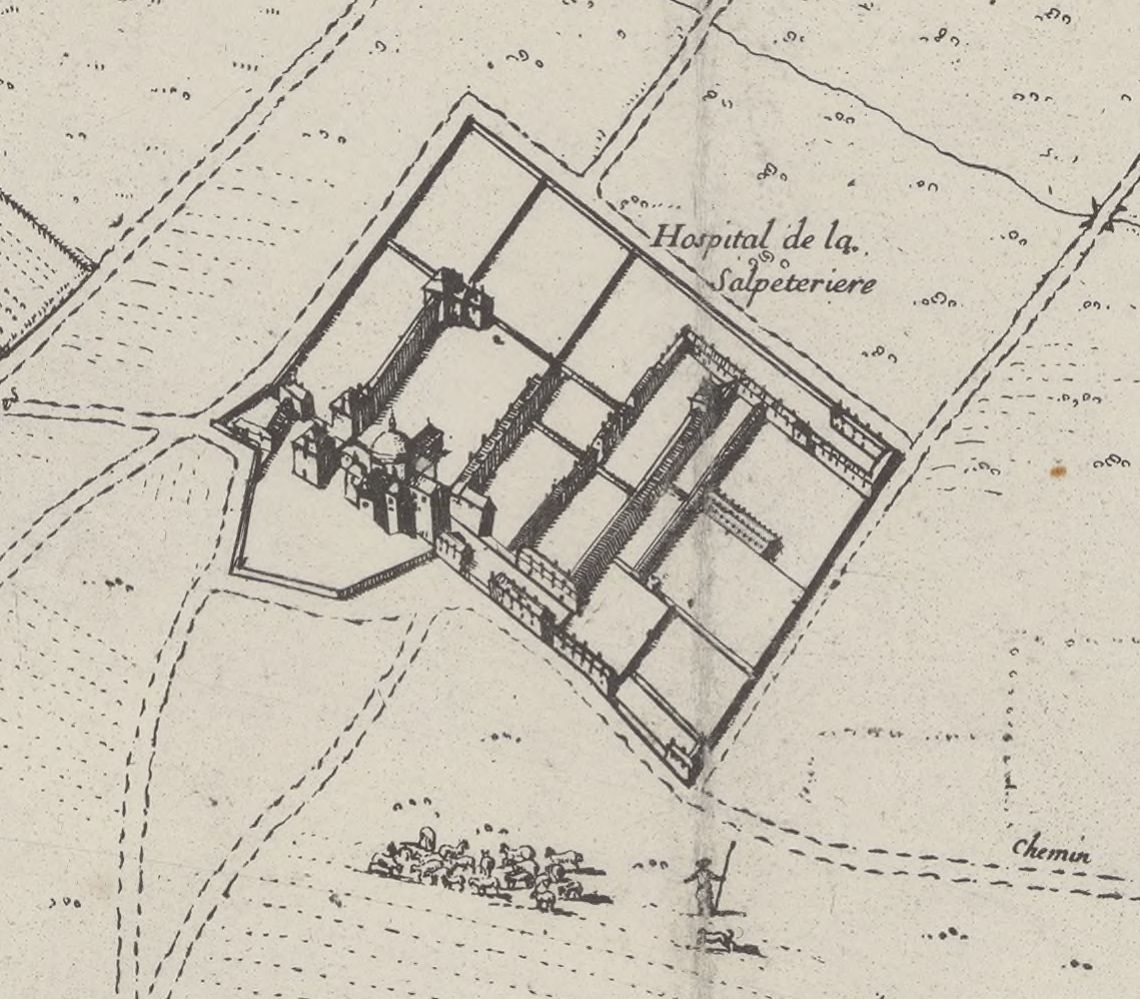
Lhospital de la Salpeterière sur le plan de Jouvin de Rochefort, en 1672.

Une salpêtrière où l'on fabriquait la poudre pour les munitions fut établie en 1634 par le sieur Rebattier sur des parcelles acquises de l’abbaye Saint-Victor, terrains de chantiers de bois et de carrières sur la rive opposée au petit Arsenal du faubourg Saint-Antoine qui avait subi des explosions meurtrières en 1538 et en 1563. L’entreprise vraisemblablement peu rentable, est cédée en 1639 au Sieur du Fay qui la revend au roi. En 1656, Louis XIV confia à l'architecte Libéral Bruand la construction, à partir des bâtiments désaffectés de la salpêtrière, d'un hôpital à l'emplacement du petit arsenal. Les travaux de construction débutèrent en 1658 sous la direction de l'architecte Antoine Duval et furent interrompus faute de financement. En 1669, ils furent repris sous les ordres de Louis Le Vau.

La Salpêtrière fut le premier et le plus grand des établissements de l'Hôpital général de Paris, institution voulue par les dévots du Saint-Sacrement, et destinée au « renfermement » des mendiants.

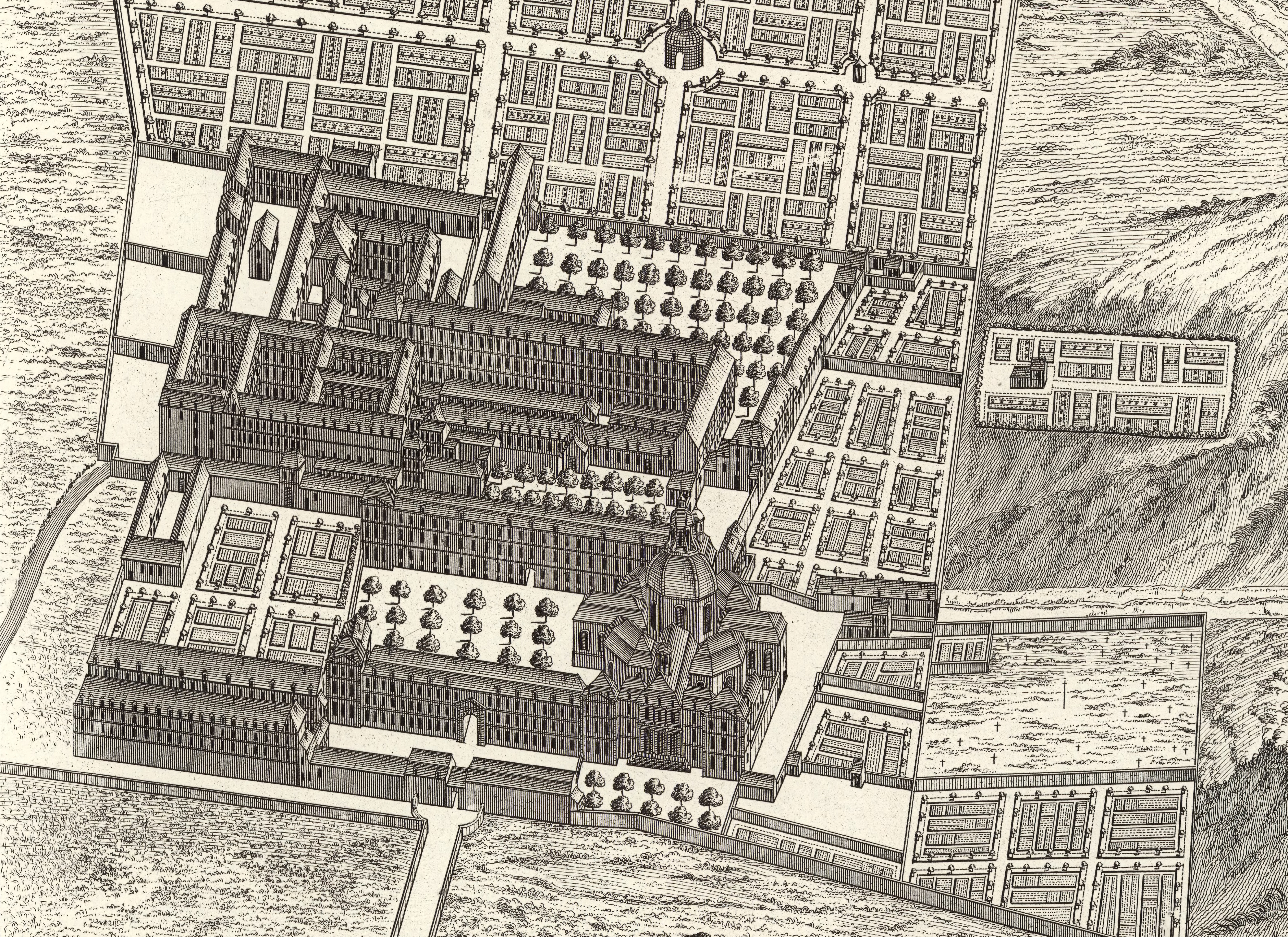
Lhospital de la Salpeterière sur le plan de Turgot, en 1739.

Entre 1663 et 1673 plus de 770 jeunes femmes parties de France débarquèrent à Québec, envoyées par Louis XIV pour prendre mari et contribuer au peuplement de la Nouvelle-France. On les appela « Les Filles du Roi ». 240 d'entre elles parmi les 327 de Paris et sa région quittèrent l'enclos de la Salpêtrière.

En 1684, on ajouta à cet établissement une maison de force, une prison, destinée à 300 femmes, condamnées pour faits de droit commun et femmes d'une débauche et d'une prostitution publique et scandaleuse qui attendaient leur départ pour les Amériques. Ce lieu fait pour loger les femmes, fit de la Salpêtrière un lieu de concentration, de répression et de détention pour femmes. L'endroit est un lieu-dit « des Deux-Moulins », situé sur la commune d'Ivry, qui deviendra un hameau qui prendra le nom de « village des Deux-Moulins ».

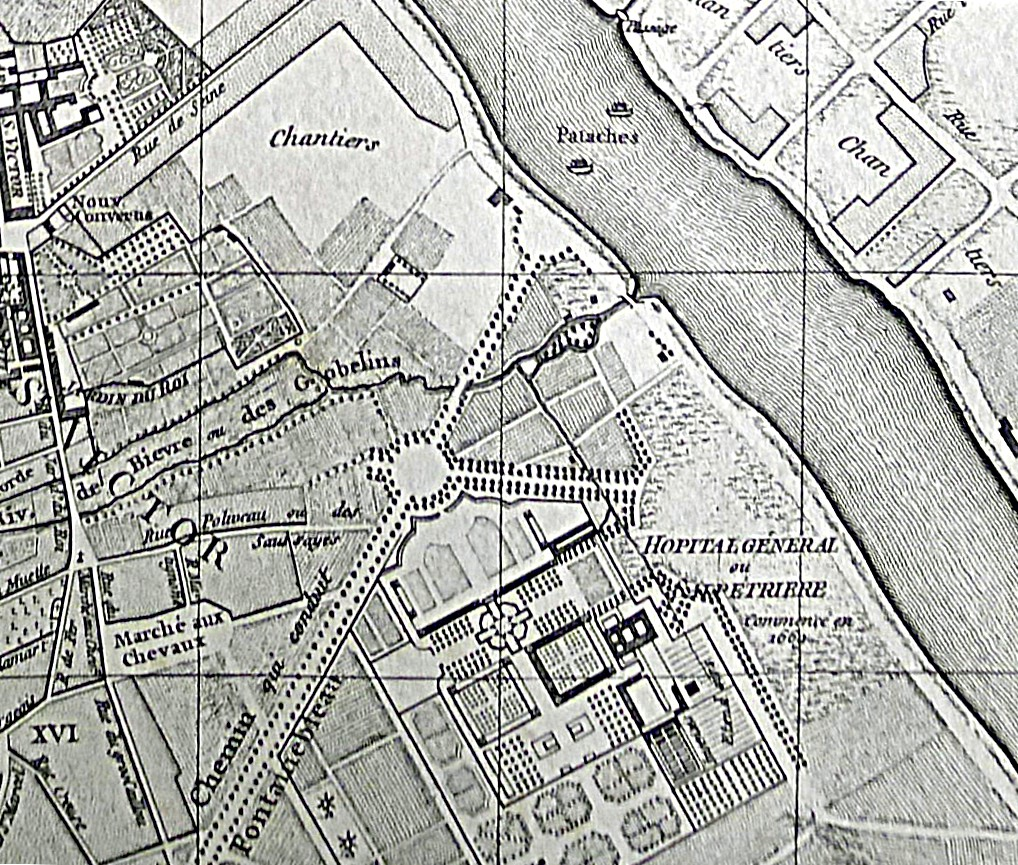
L'hôpital de la Salpétrière sur le plan de Vaugondy, en 1760.

La supérieure de la Salpêtrière, en général une femme proche des milieux parlementaires jansénistes, était également l'éminente de l'Hôpital général. La nomination, en 1749, d'une femme proche de l'archevêque de Paris, entraîna l'affaire de l’Hôpital général, une révolte des magistrats laïcs du Parlement de Paris qui n'eurent de cesse de retrouver la mainmise exclusive sur l'établissement.

À la veille de 1789, l'hôpital, qui était le plus grand hospice du monde, abritait dix mille personnes ; la prison comptait plus de trois cents détenus. 

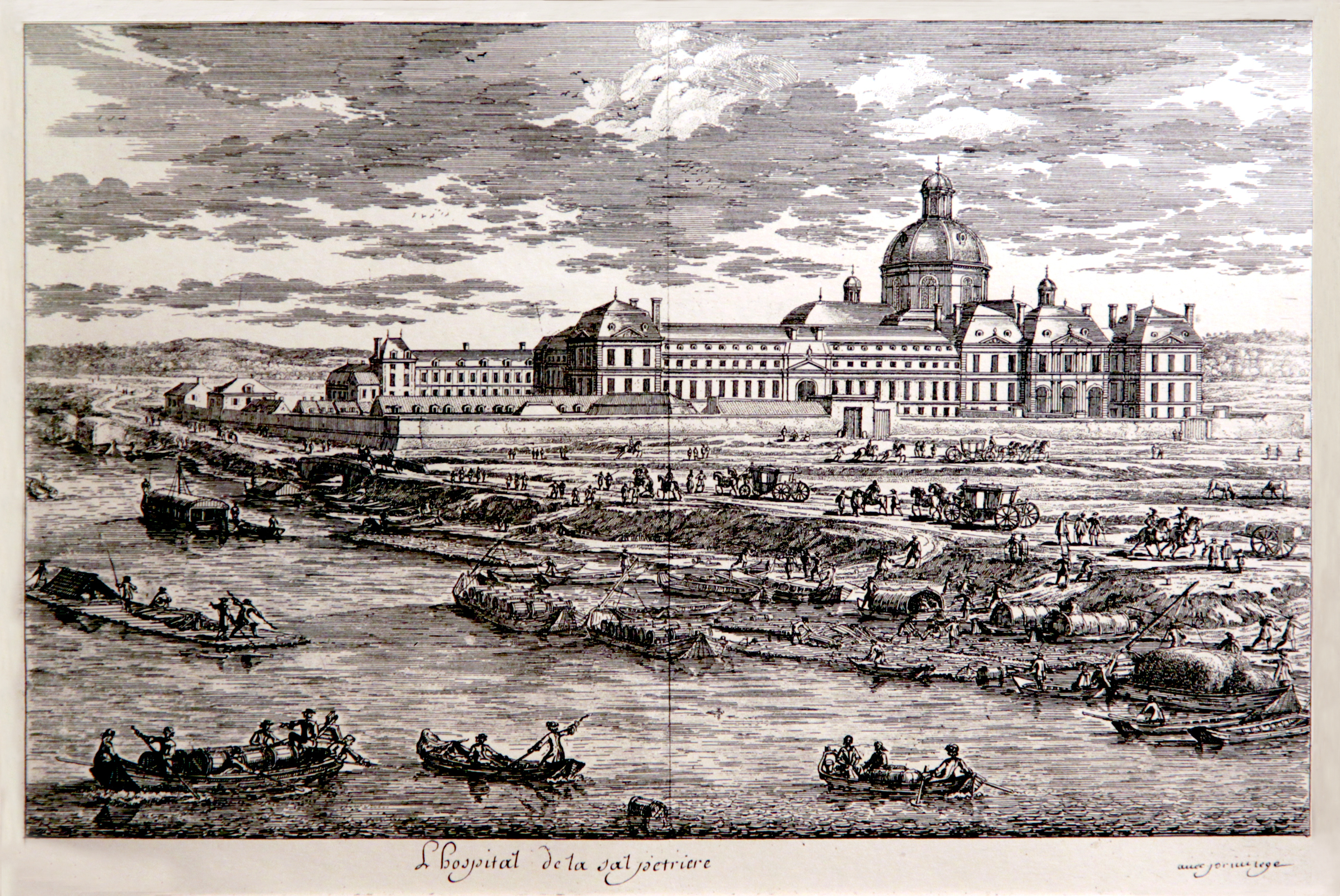
L'Hospital de la Salpeterière, gravure d'Adam Pérelle, vers 1660.

Durant la Révolution, en particulier les 3 et 4 septembre 1792 faisant partie de l'épisode massacres de Septembre, des scènes sanglantes se déroulèrent dans la prison où les aliénées indigentes avaient été entassées.

## Médicalisation de la Salpêtrière
Jusque vers le XVIIIe siècle, la Salpêtrière n'eut aucune fonction médicale : ses malades étaient envoyées à l'Hôtel-Dieu. Cet établissement n'ayant plus la capacité de les recevoir, les lettres patentes du 22 juillet 1780 y interdisent leur admission et l'architecte Payen en poste à l'hôpital général construit une infirmerie achevée en 1787. Ce long bâtiment placé dans l'axe sud de la chapelle avec des ailes en retour comptait en moyenne 300 lits.
Charles François Viel œuvre de 1781 à 1801 à la transformation de l'hospice en hôpital de soins. La Salpêtrière devient un hospice pour vieilles femmes avec une population ramenée en 1801 à 4 000 personnes au début du XIXe siècle et un asile pour aliénées avec des médecins tels que Pinel et Esquirol qui mettent en application leurs théories sur le traitement moral, la suppression de l'enchainement et la création de divisions spécialisées  selon la nature de la folie.
De 1882 à 1892, l'École de la Salpêtrière, menée par Jean-Martin Charcot, fut, avec l'École de Nancy, l'une des deux grandes écoles de l'« âge d'or » de l'hypnose en France.
À la fin du XIXe siècle, au moment de la Mi-Carême, était organisé chaque année à l'hospice de la Salpêtrière un célèbre bal : le bal des folles, ainsi qu'un bal des enfants épileptiques. De nombreuses personnalités y assistaient et la presse parisienne en rendait compte.

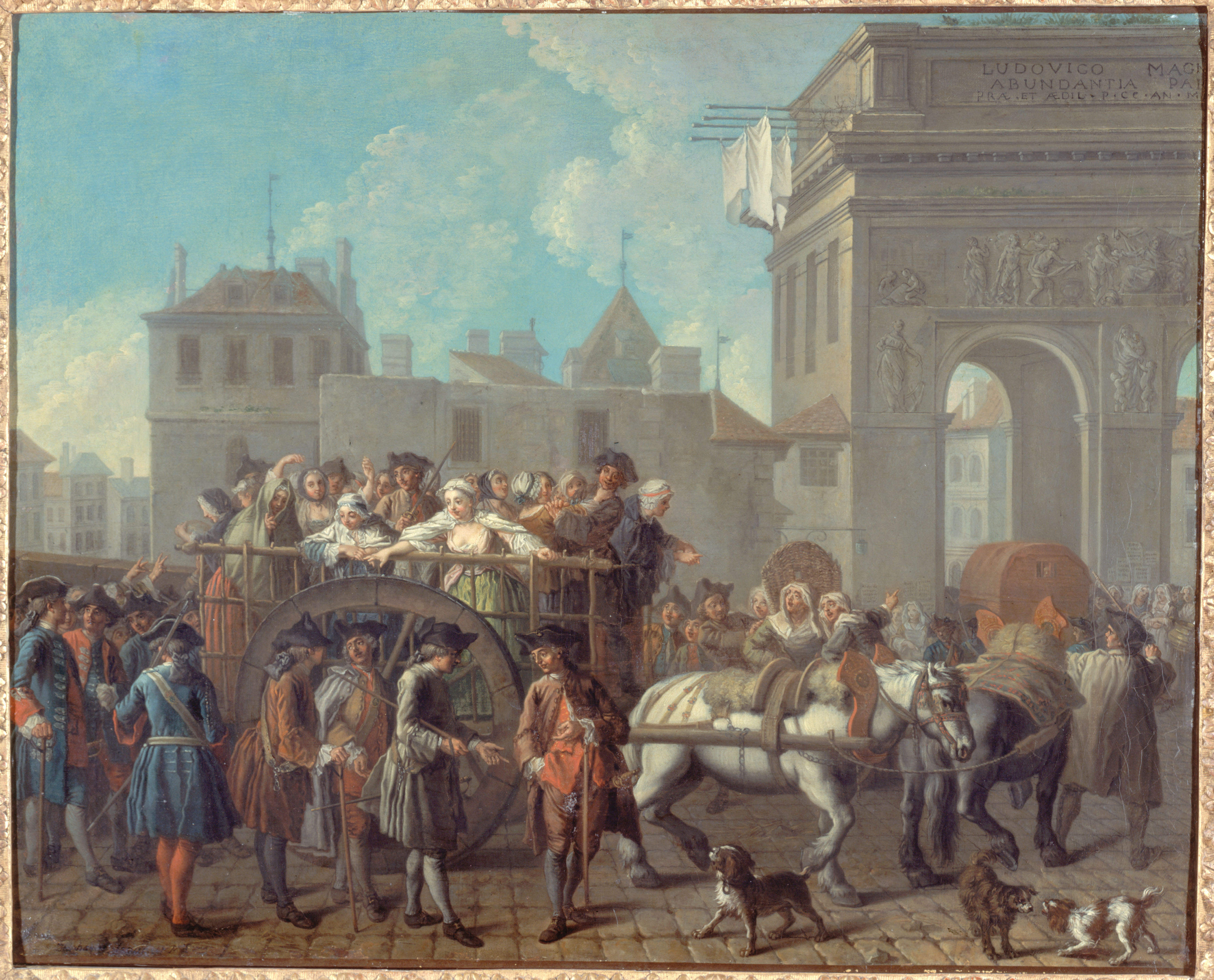
Conduite des filles de joie à la Salpêtrière par Jeaurat, 1755.
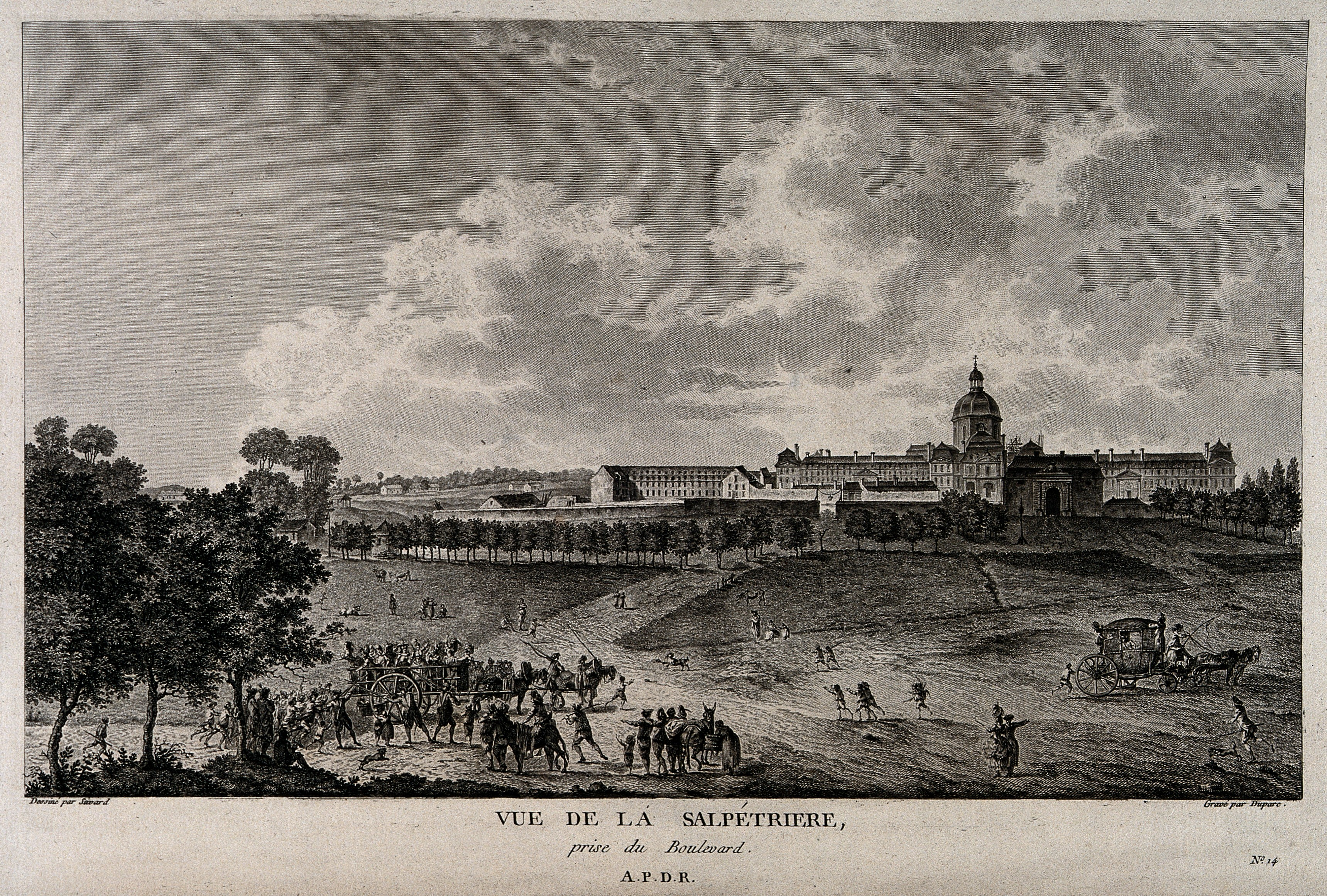
Vue des bâtiments à la fin du XVIIIe siècle, gravée par Marie-Alexandre Duparc.
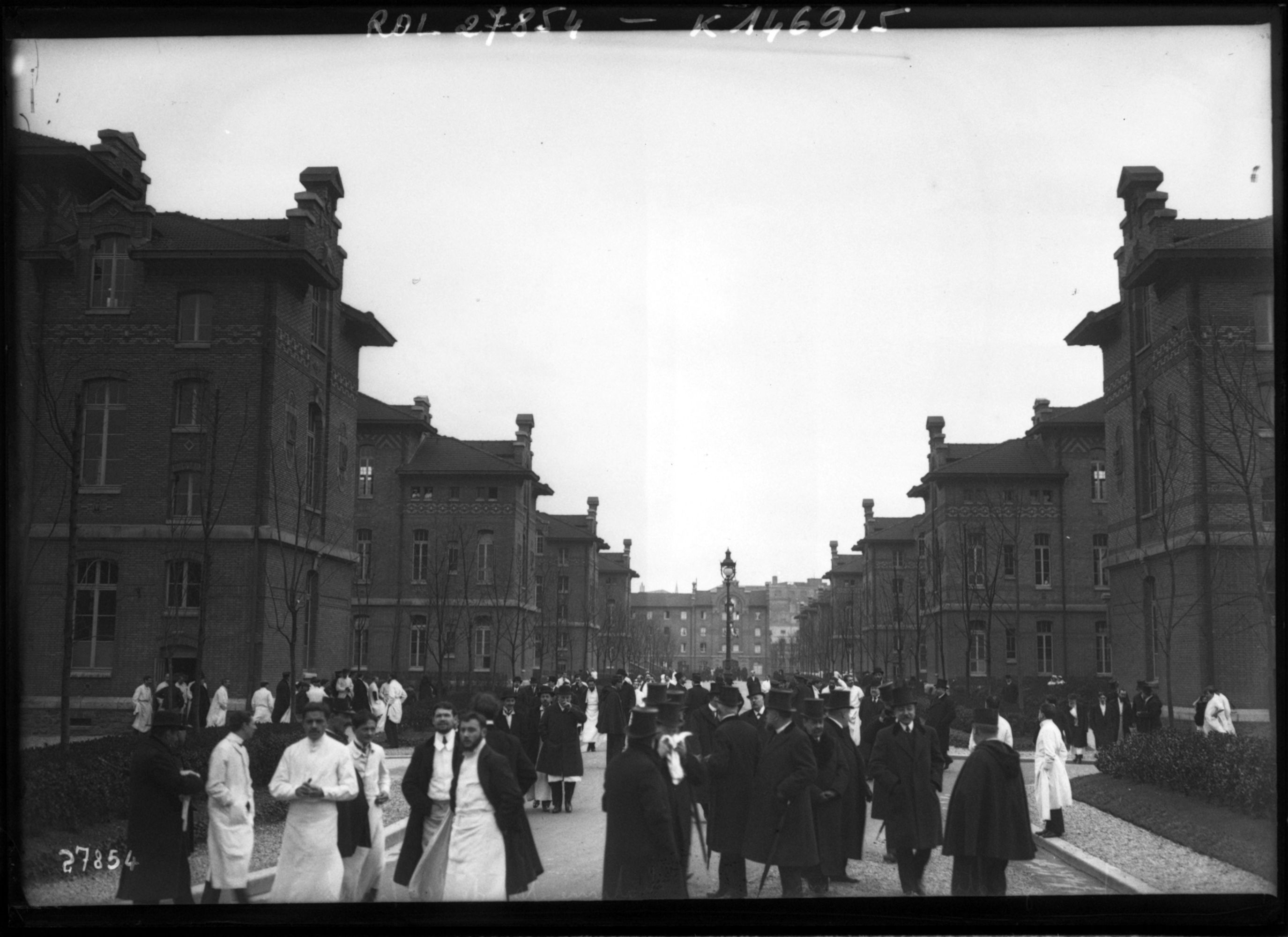
Inauguration des nouveaux bâtiments de la Pitié-Salpêtrière le 19 mars 1913.

Après la démolition en 1896 de l'ancien hôpital de la Pitié, le nouveau fut installé en 1911 sur un site jouxtant celui de la Salpêtrière (sur l'ancien site se trouve aujourd'hui la grande mosquée de Paris). Les deux hôpitaux fusionnèrent en mars 1964. Ils forment aujourd'hui l'hôpital de la Pitié-Salpêtrière, faisant partie du groupe hospitalier de la Pitié-Salpêtrière - Charles-Foix depuis 2012.
Le 14 décembre 1974, l'hôpital fait l'objet d'une double protection au titre des monuments historiques : un classement pour le pavillon d'entrée et les bâtiments Hemey, Jacquart, Lassey, Mazarin, Montyon, ancienne Force, lingerie, pharmacie, bâtiment des Archers, pavillon Chaslin, pavillon de la prothèse dentaire de la section Pinel ; une inscription pour Les sols des cours Mazarin, Lassey, Saint-Louis, Sainte-Claire, des Quinconces et de la rue des Archers.
L'hôpital accueille l'Institut du cerveau et de la moelle épinière depuis sa création en septembre 2010, ainsi que le siège de la faculté de médecine de Sorbonne Université.

## Description

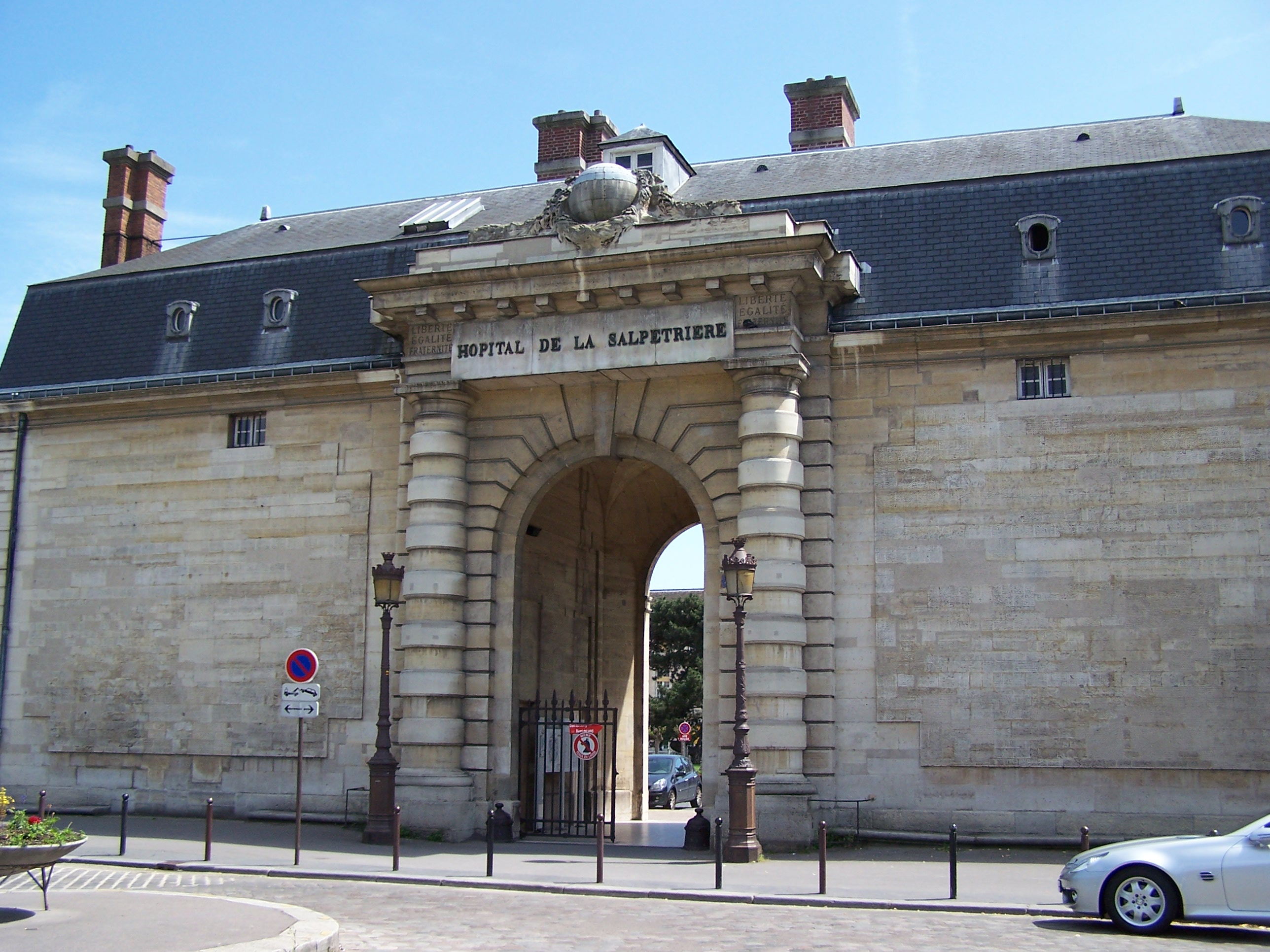
Entrée principale, boulevard de l'Hôpital.
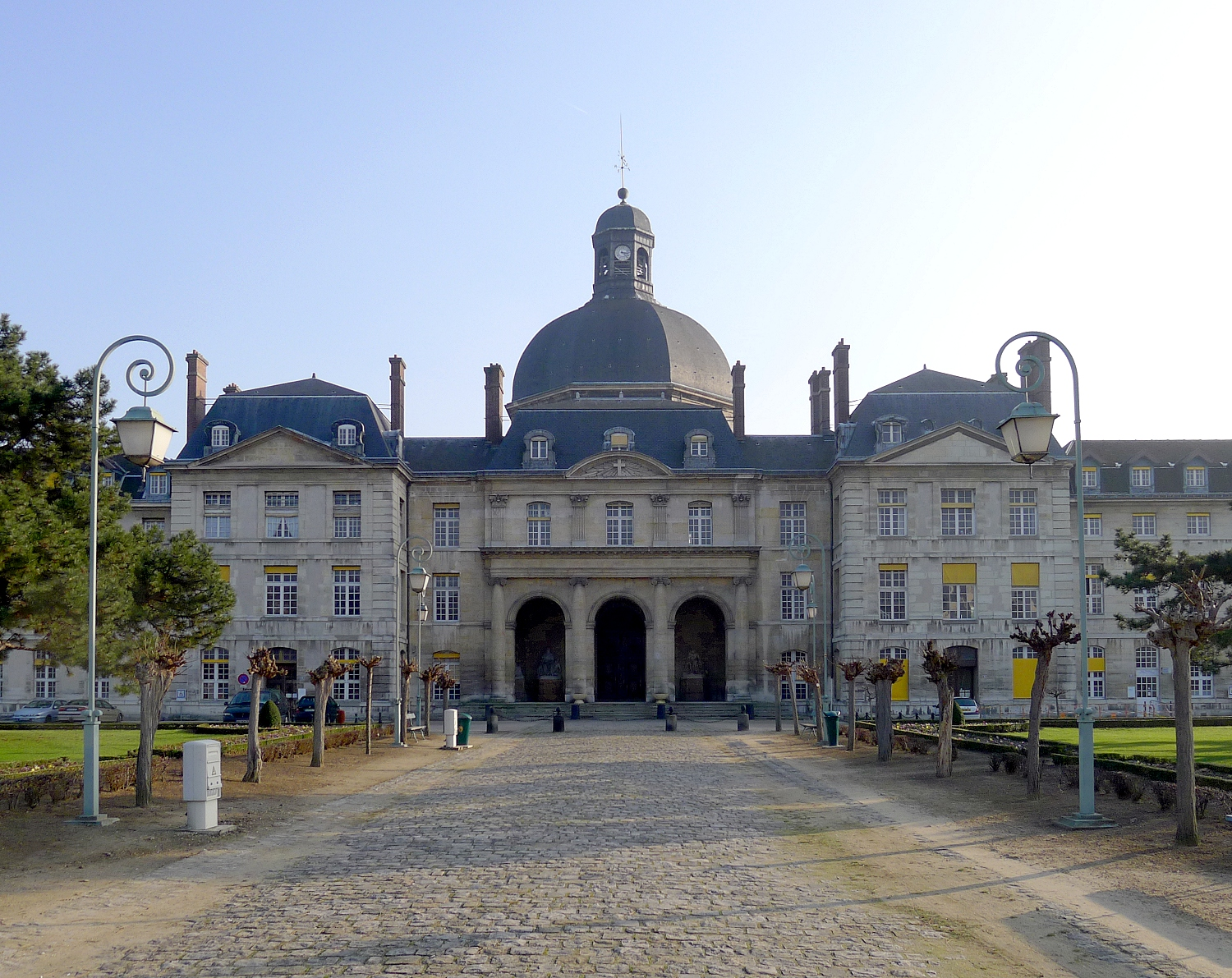
Pavillon central.
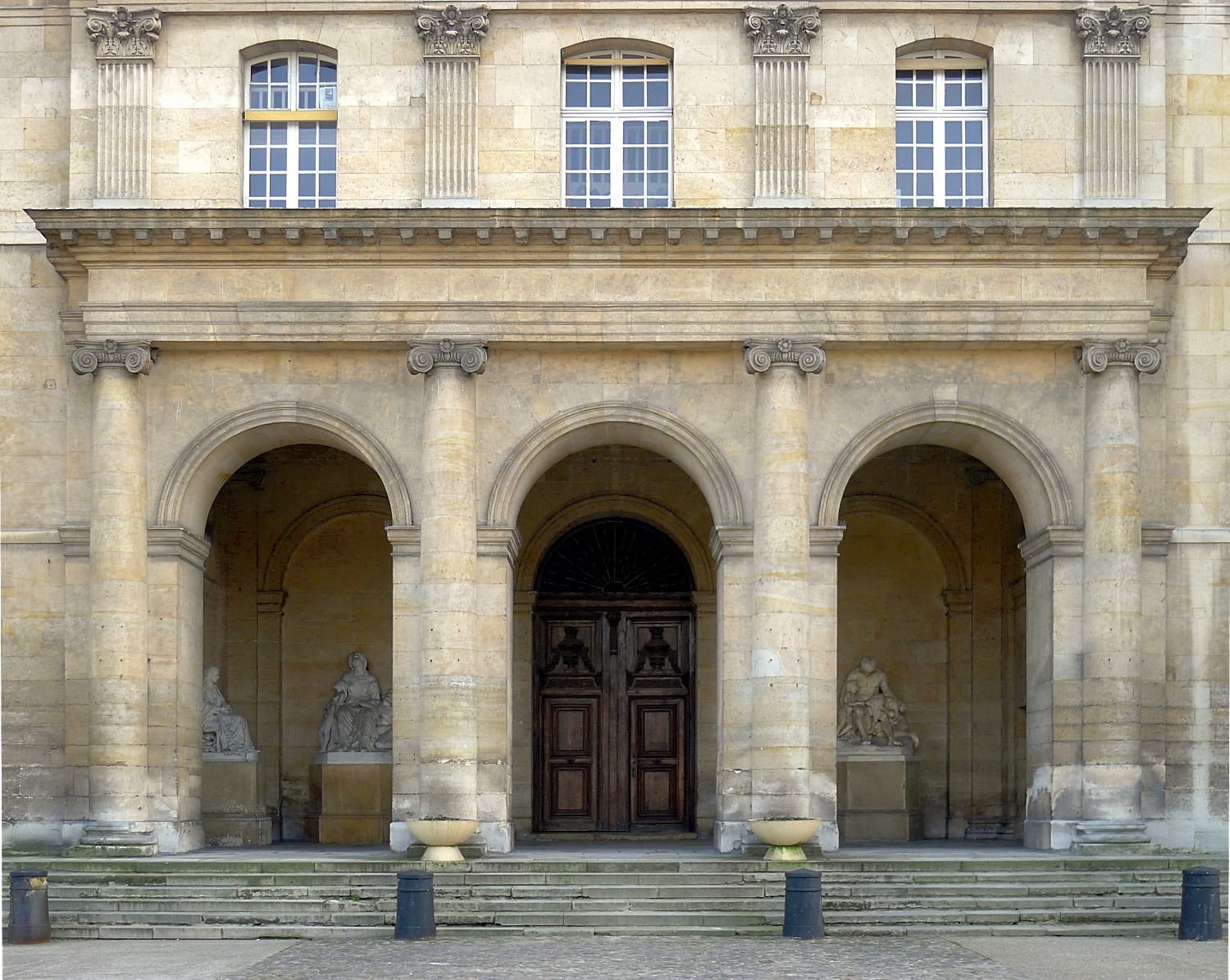
Détail du pavillon central.

Cet ensemble hospitalier dispose d'une chapelle dédiée, la chapelle Saint-Louis, construite sous Louis XIV.
Érigée entre 1670 et 1677 par Libéral Bruand, la chapelle est implantée exactement au centre des bâtiments hospitaliers. Elle forme une croix grecque dont les bras ont 70 m de long qui se croisent dans un rotonde qui supporte une coupole de 65 m de haut. L’intérieur se compose de quatre nefs. L’autel est placé au centre de la rotonde de façon à ce qu’il soit visible des quatre nefs. Cette disposition permet aux assistants de suivre les offices par groupes séparés en empêchant toute promiscuité. D’autres chapelles sont réparties autour de la rotonde, aux angles de la croisée.

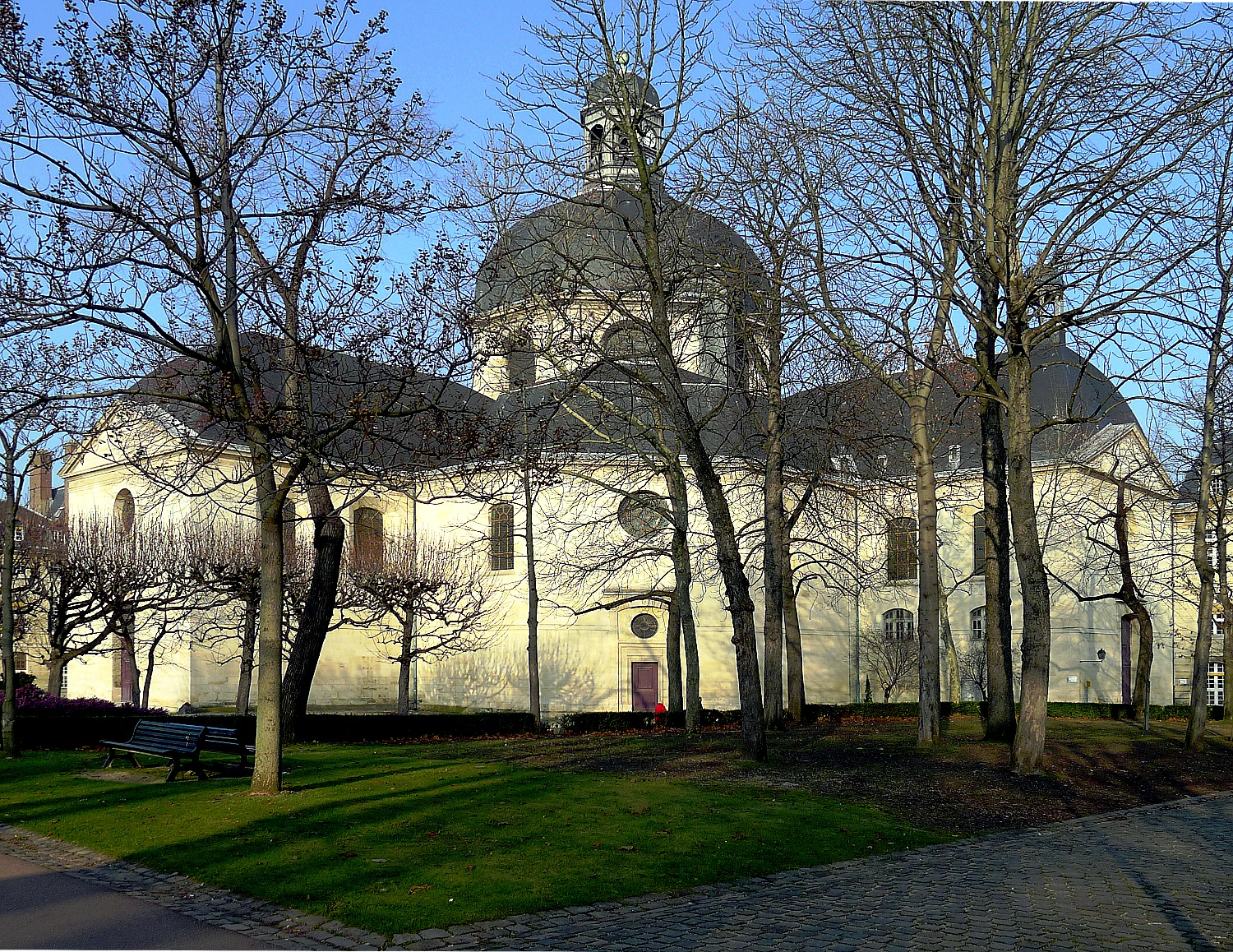
Vue Sud.
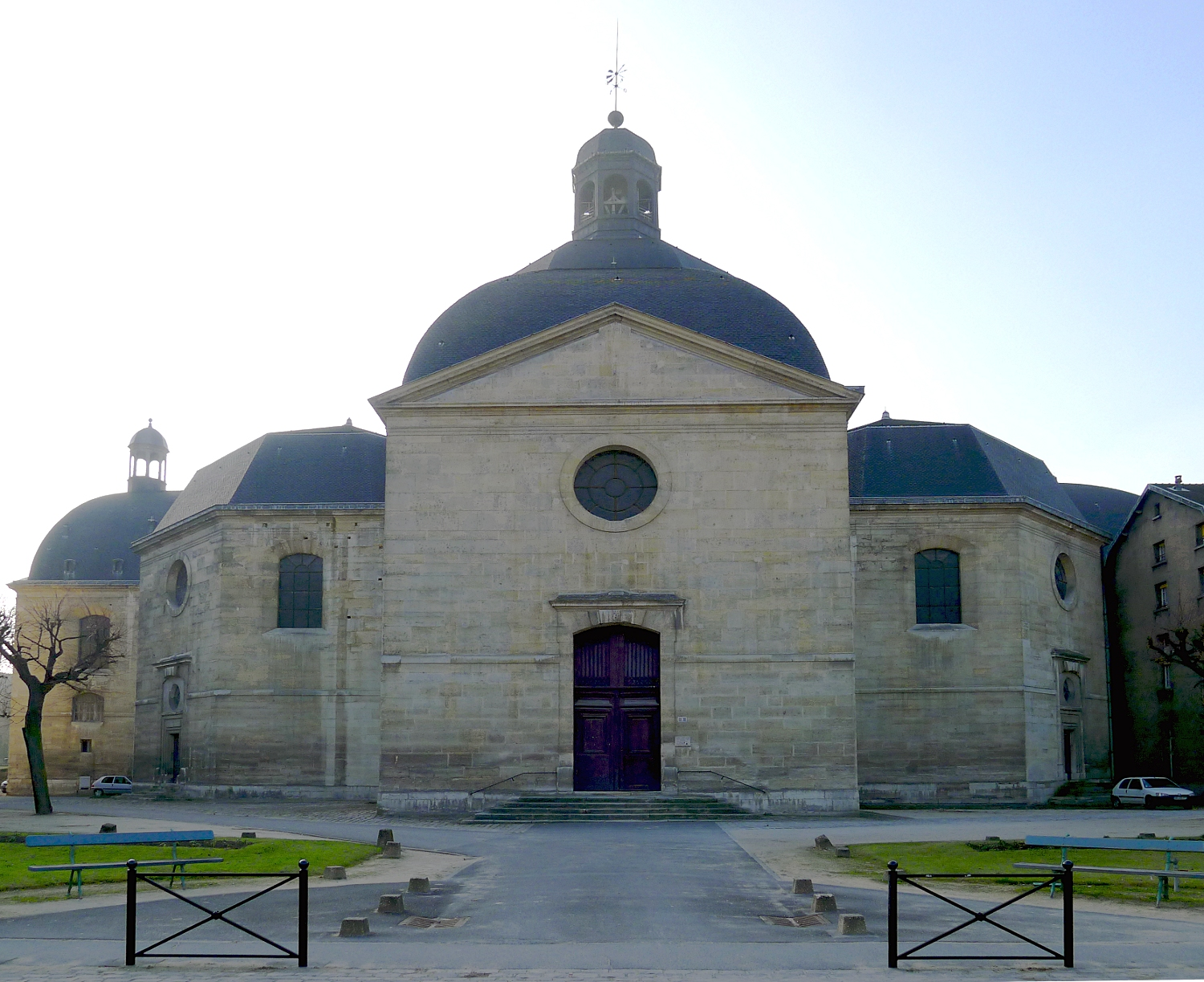
Vue Nord-Est.
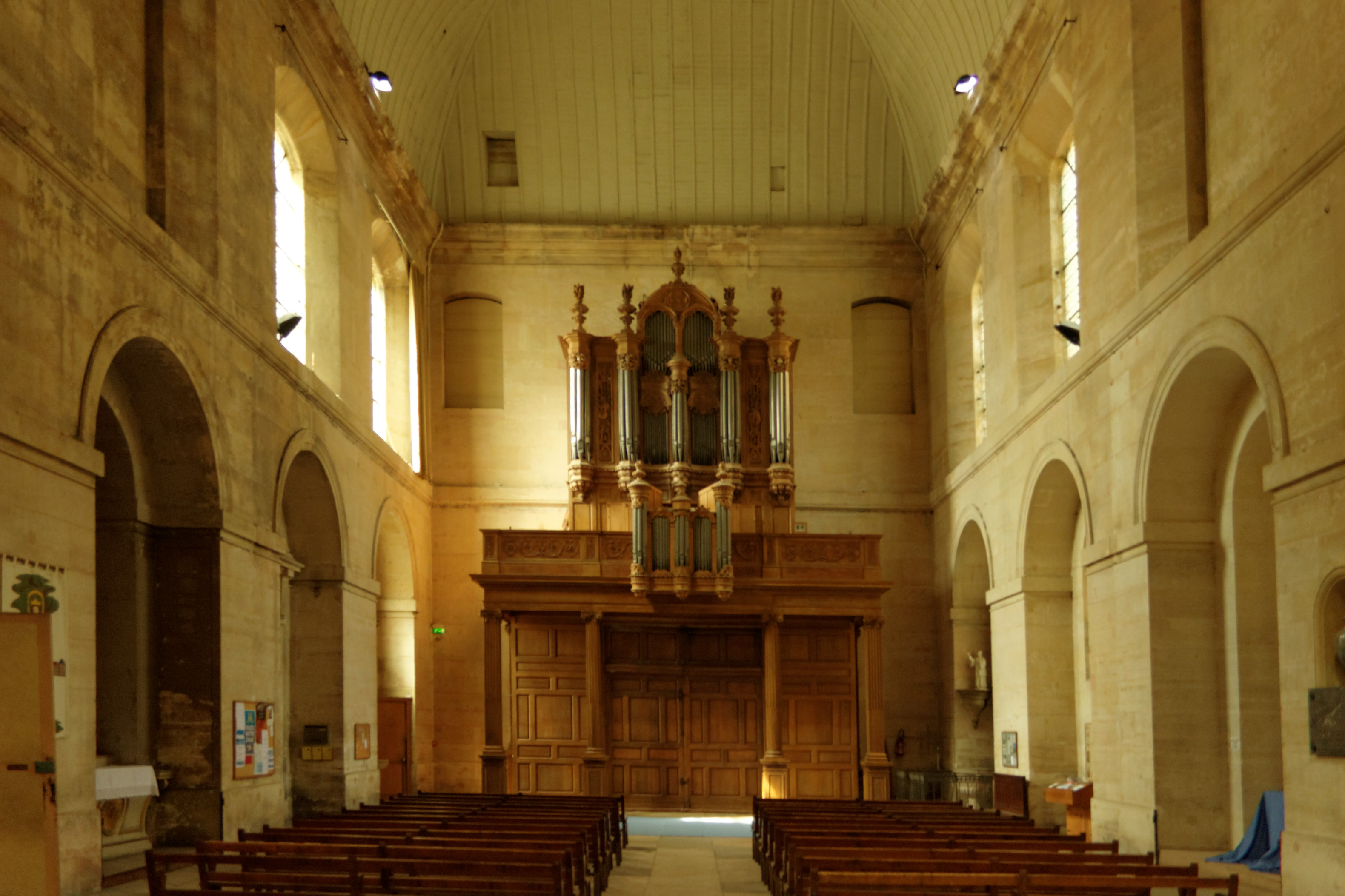
Orgue de la chapelle.
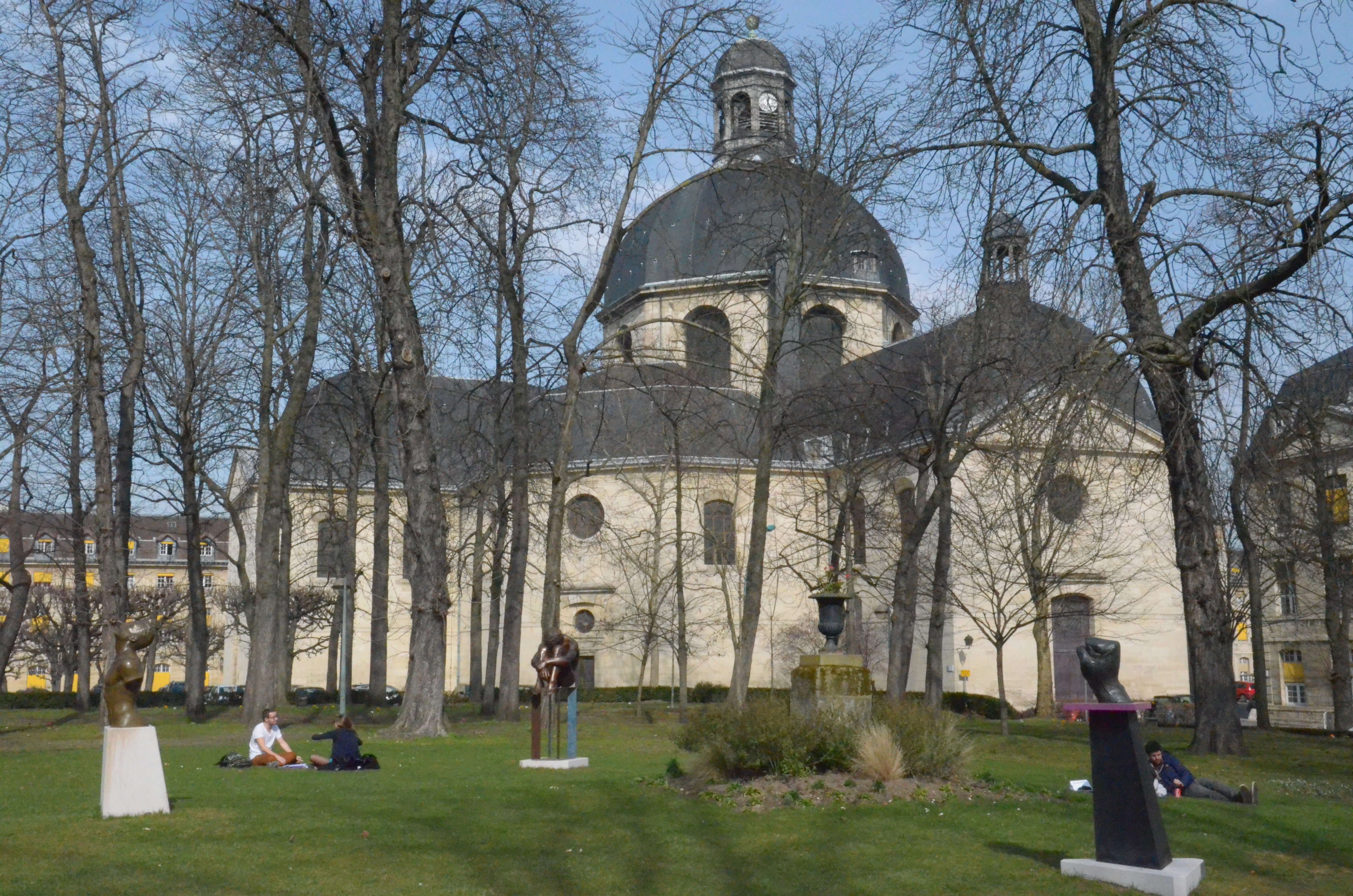
Parc de la Hauteur, chapelle de la Pitié-Salpêtrière avec sculptures de Roger Vène, acquises pour la commémoration des 400 ans de l'hôpital en 2013.

## Curiosités
- Sous le porche de l’entrée principale, subsiste une ancienne inscription (à peine lisible) indiquant : « Les cochers doivent mener leurs chevaux dans l’intérieur de l’hôpital »[9].

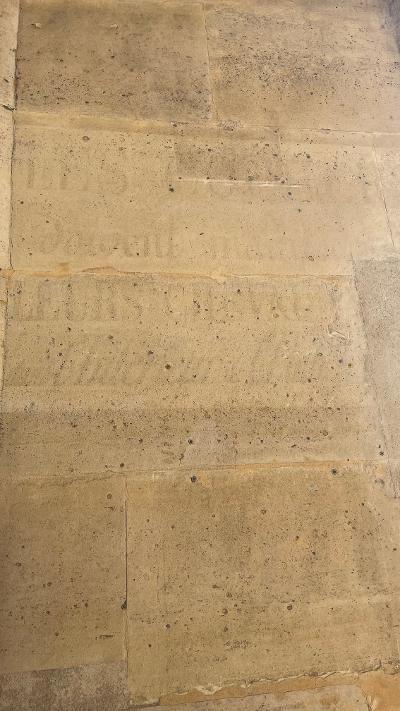
Inscription sous le porche de l'entrée principale.

- Trois pavillons, les Petites Loges, où étaient enfermées les « folles »[10]. Les Loges sont au nombre de quatorze au XVIIe siècle. Elles sont reconstruites, entre 1786 et 1789, par Charles-François Viel. En ce lieu, Pinel étudie les aliénées et les libère de leurs chaînes[11].

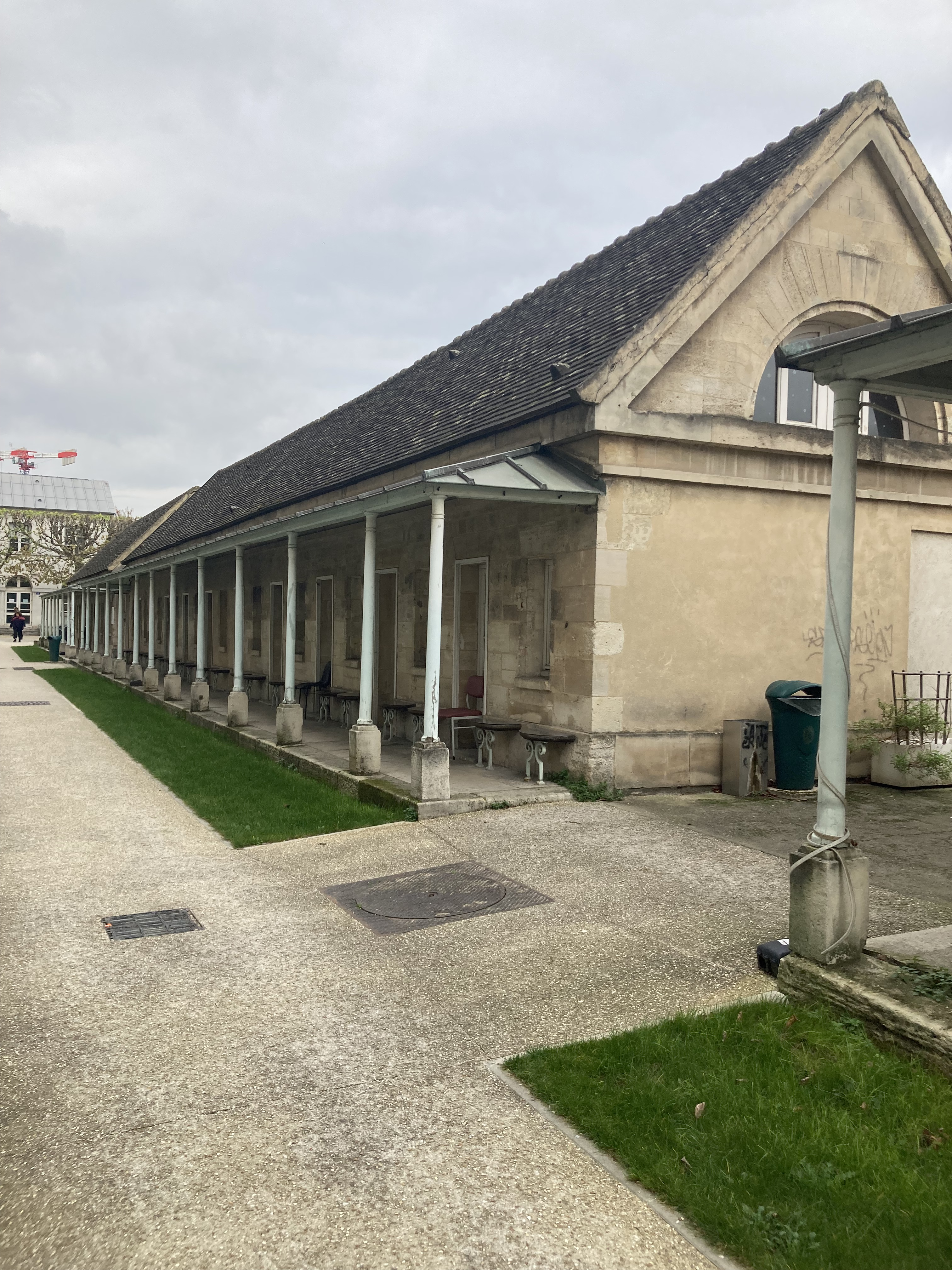
Les Petites Loges.
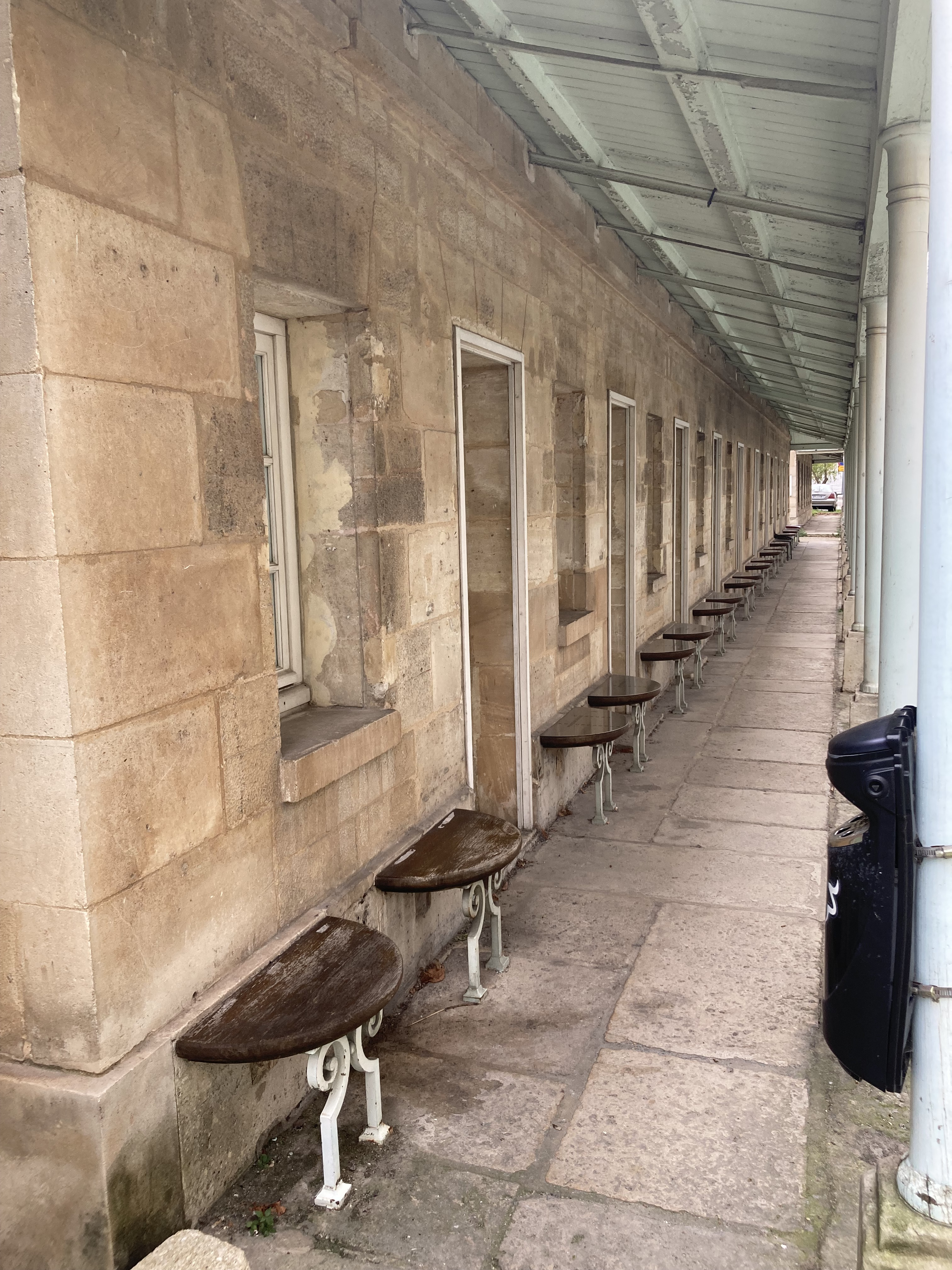
Bancs des Petites Loges.

- Maison de la Force, où se déroulèrent les massacres de Septembre. Construite en 1684, c’est une prison destinée aux femmes « débauchées » ou condamnées par la justice. Elle est le lieu de détention pour les prostituées, avant leur déportation pour le Québec ou la Louisiane pour peupler ces colonies[12].

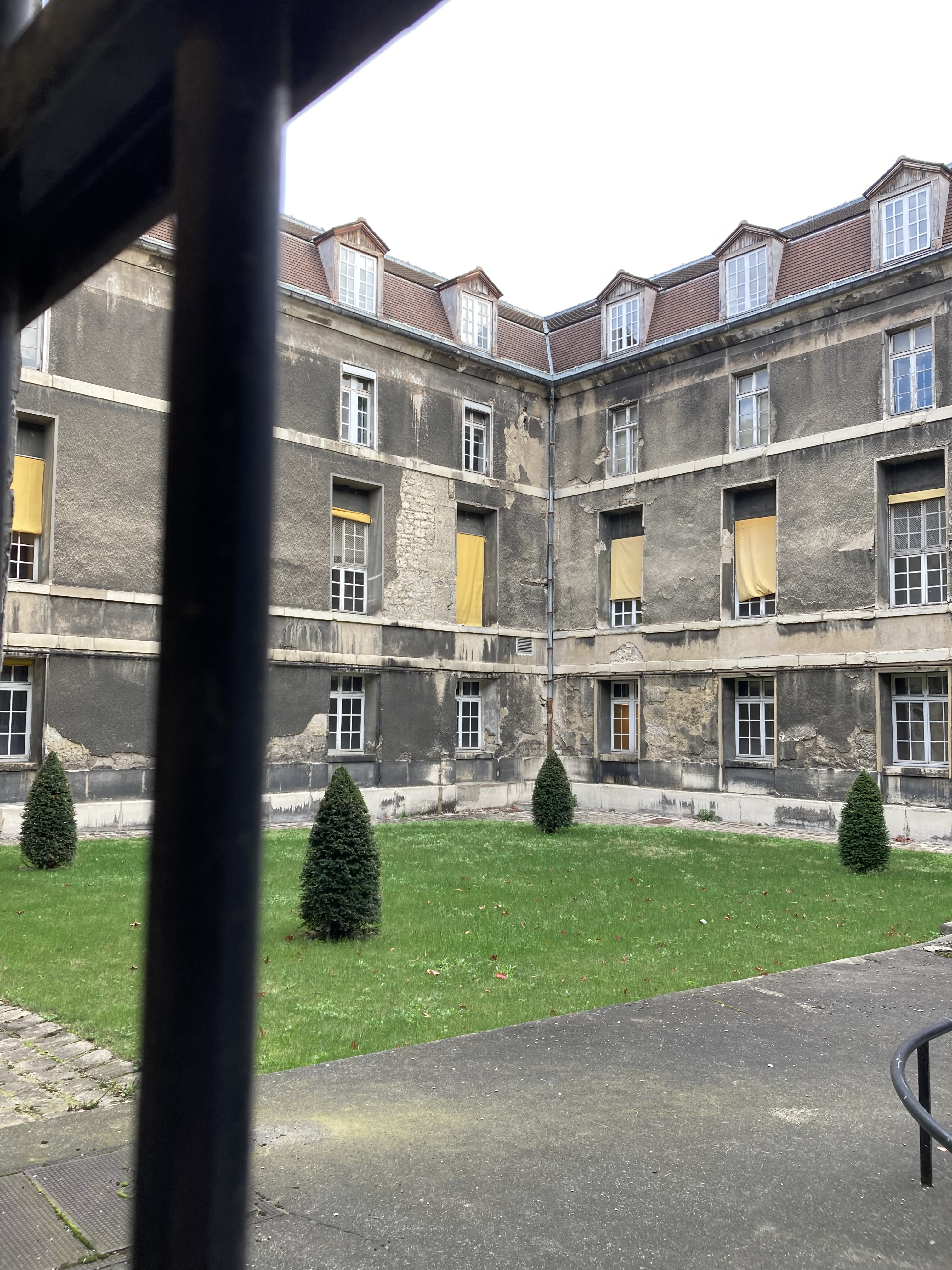
Maison de la Force. Cour intérieure.
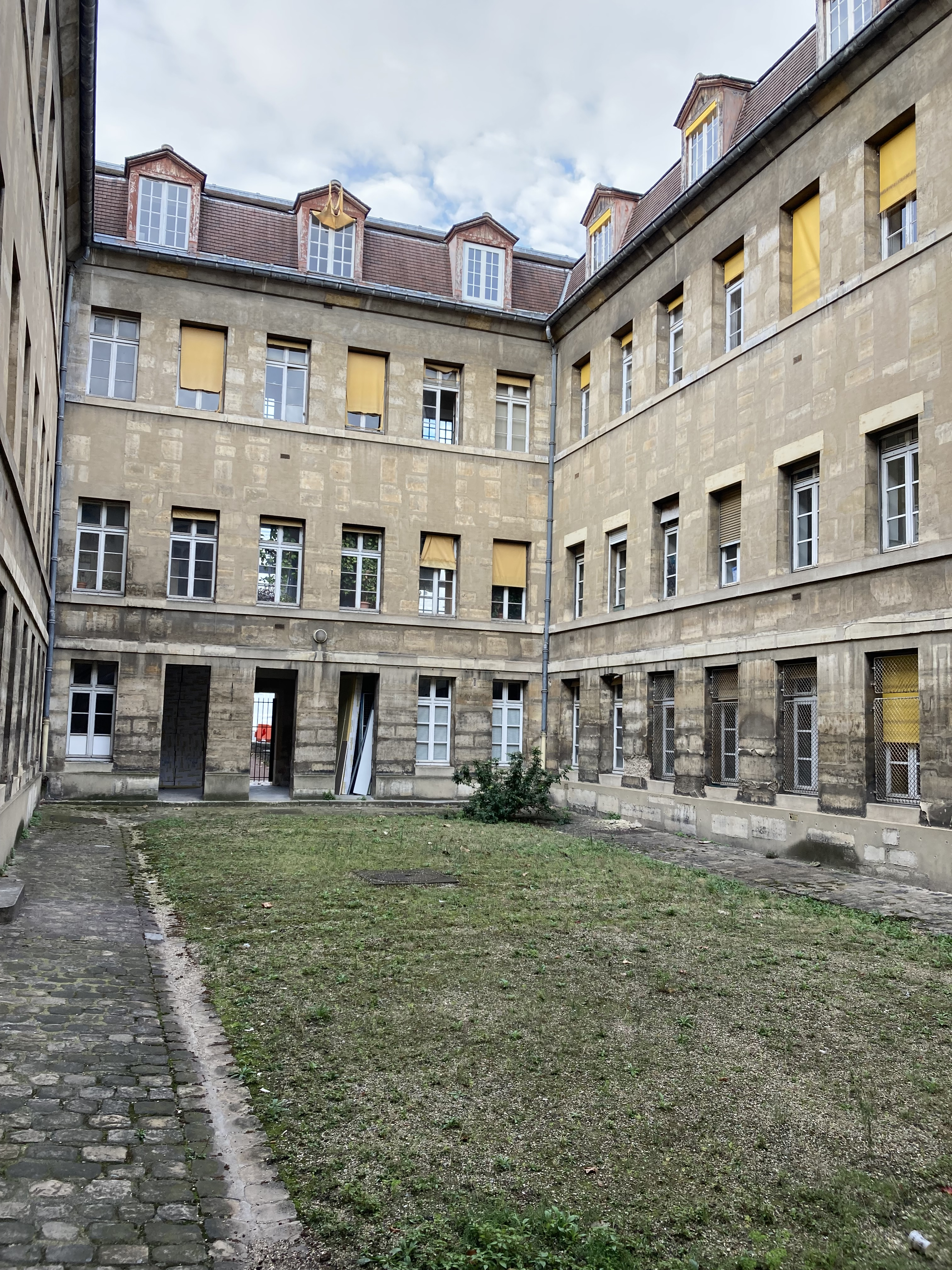
Maison de la Force, autre cour intérieure.
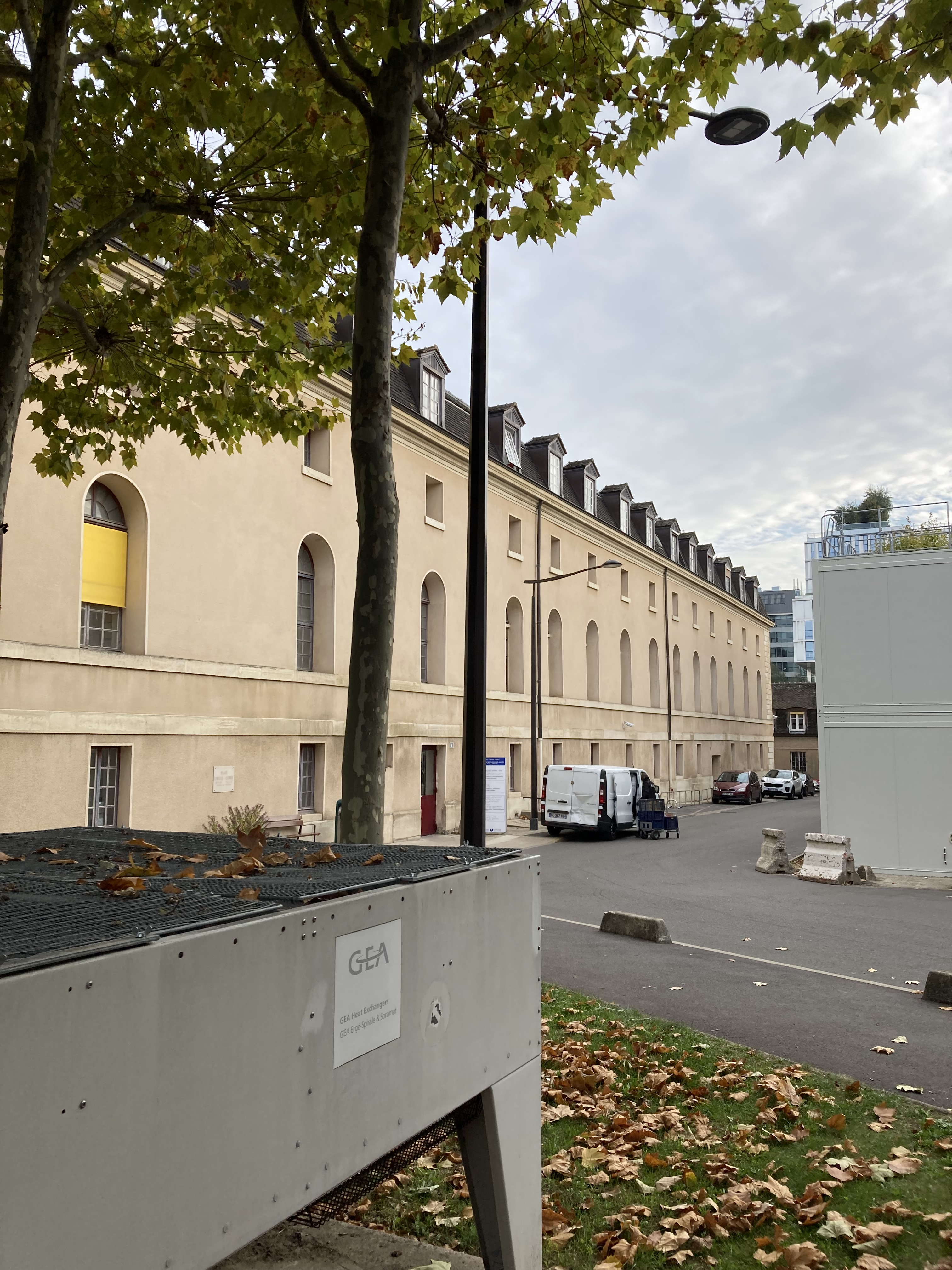
Façade sud.
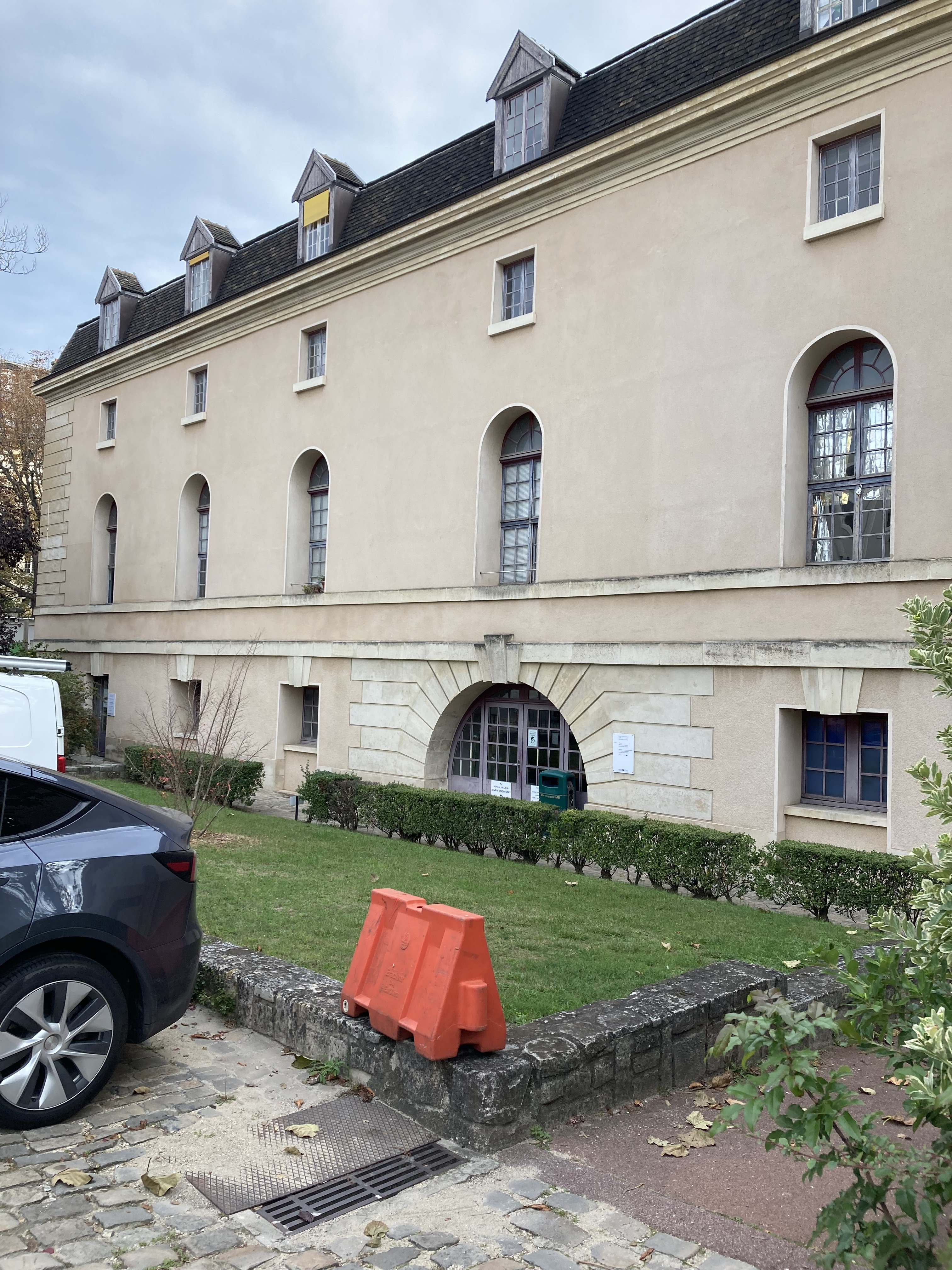
Façade ouest.

- Le Petit Arsenal est le vestige de l’arsenal préexistant à l’Hôpital général. Le bâtiment est, aujourd’hui, occupé par la lingerie ou la buanderie de l’hôpital[13].

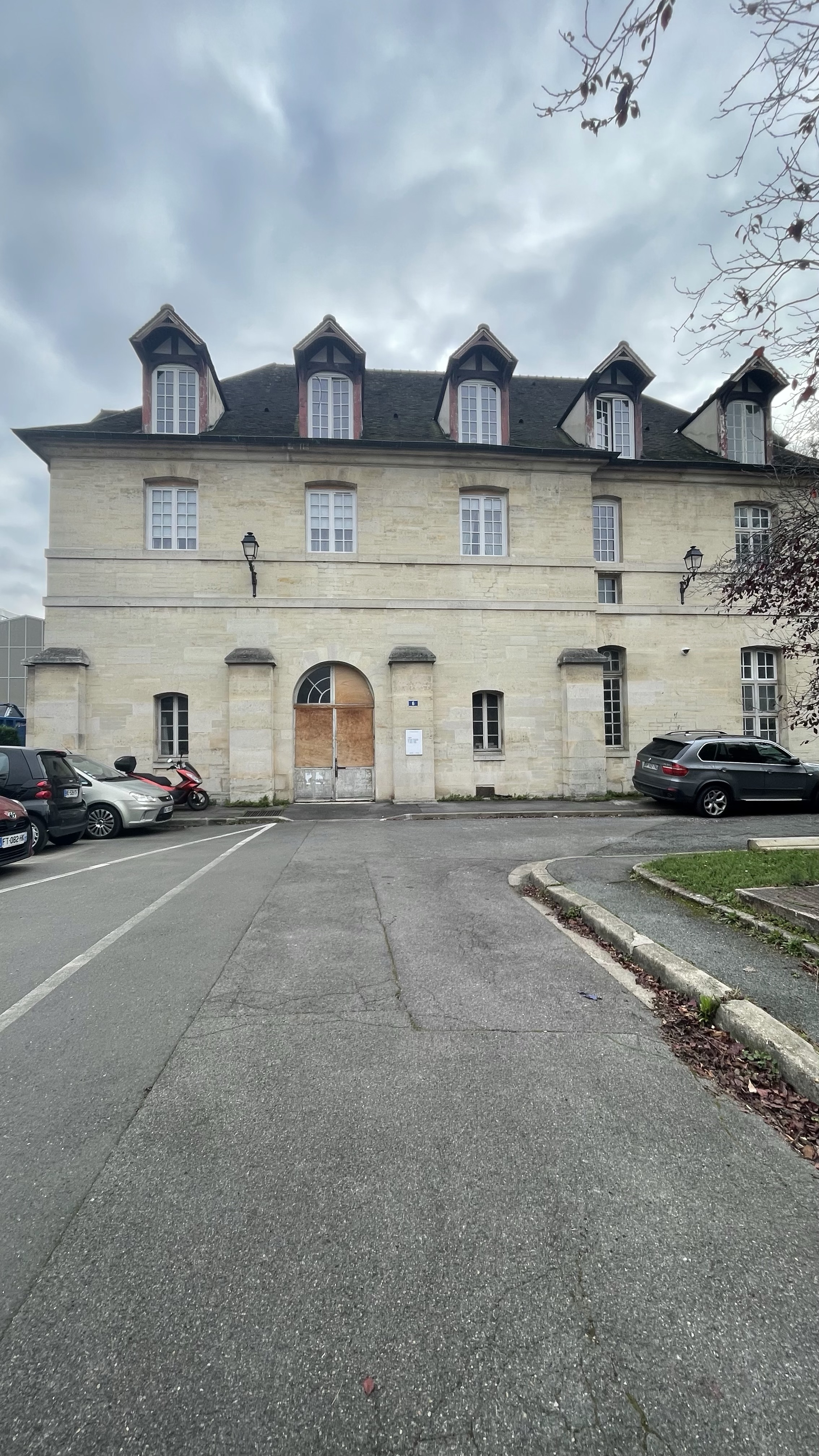
Le Petit Arsenal.

## Architectes de la Salpêtrière
- Antoine Duval (1658[14])
- Libéral Bruant (XVIIe siècle)
- Louis Le Vau (XVIIe siècle)
- Pierre Le Muet (XVIIe siècle)
- Henri Prudhomme (1935)

## Médecins célèbres

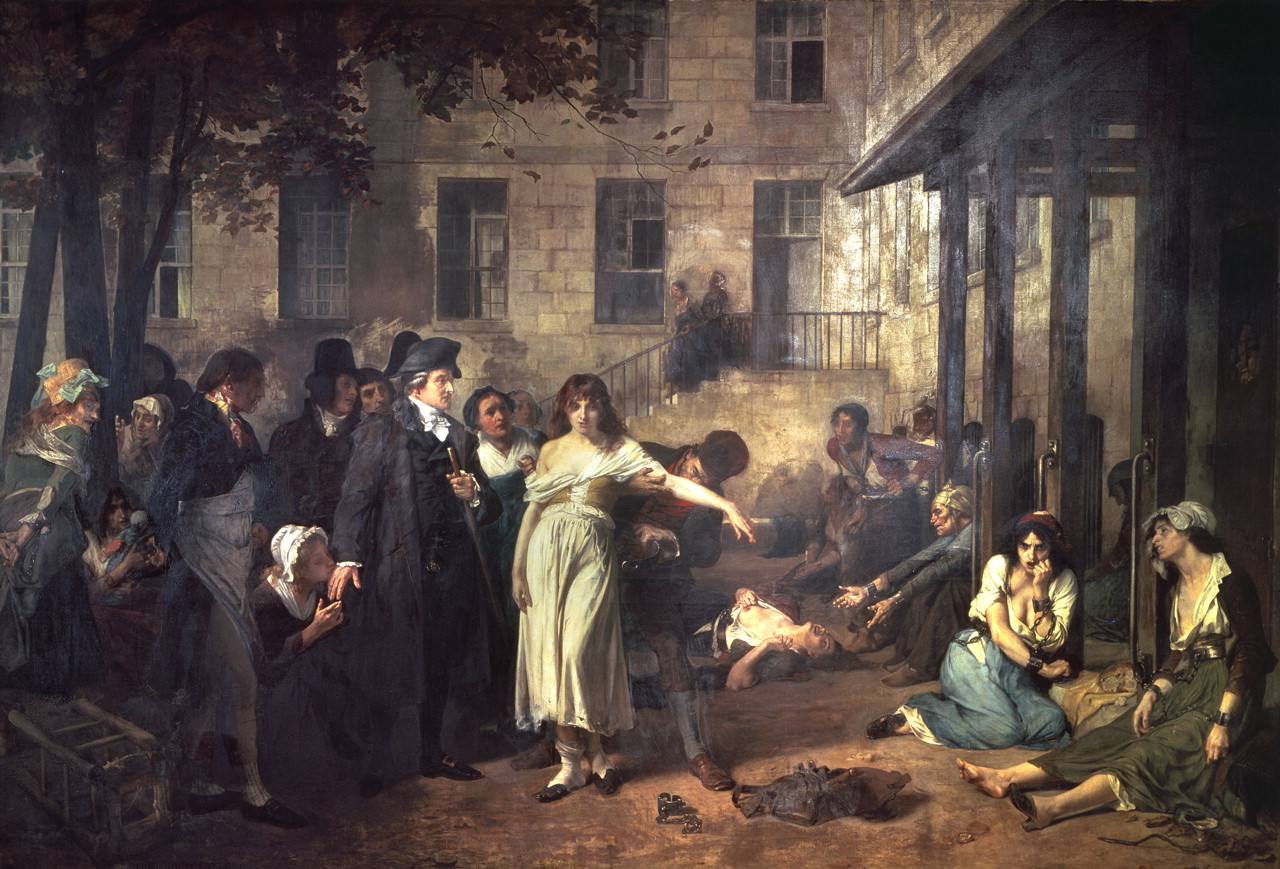
Pinel délivrant les aliénés à la Salpêtrière en 1795 par Tony Robert-Fleury.

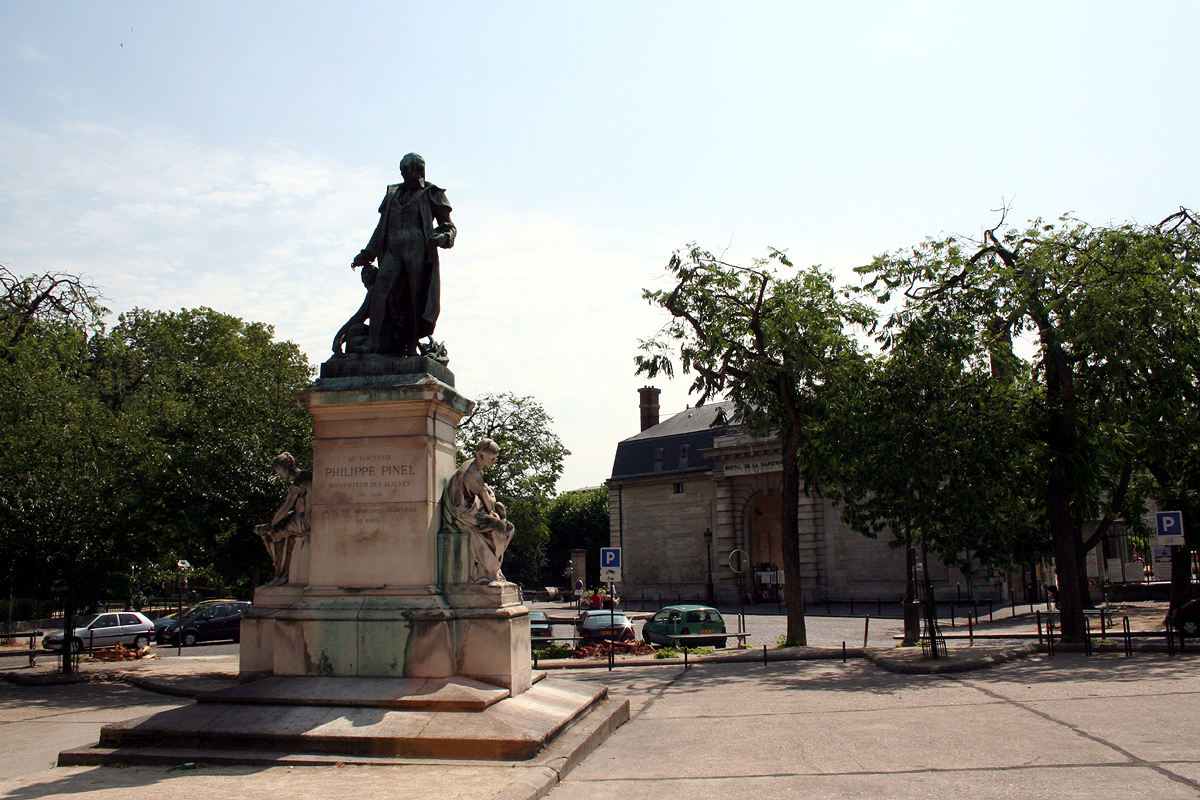
La Salpêtrière avec, au premier plan, un monument à Philippe Pinel.

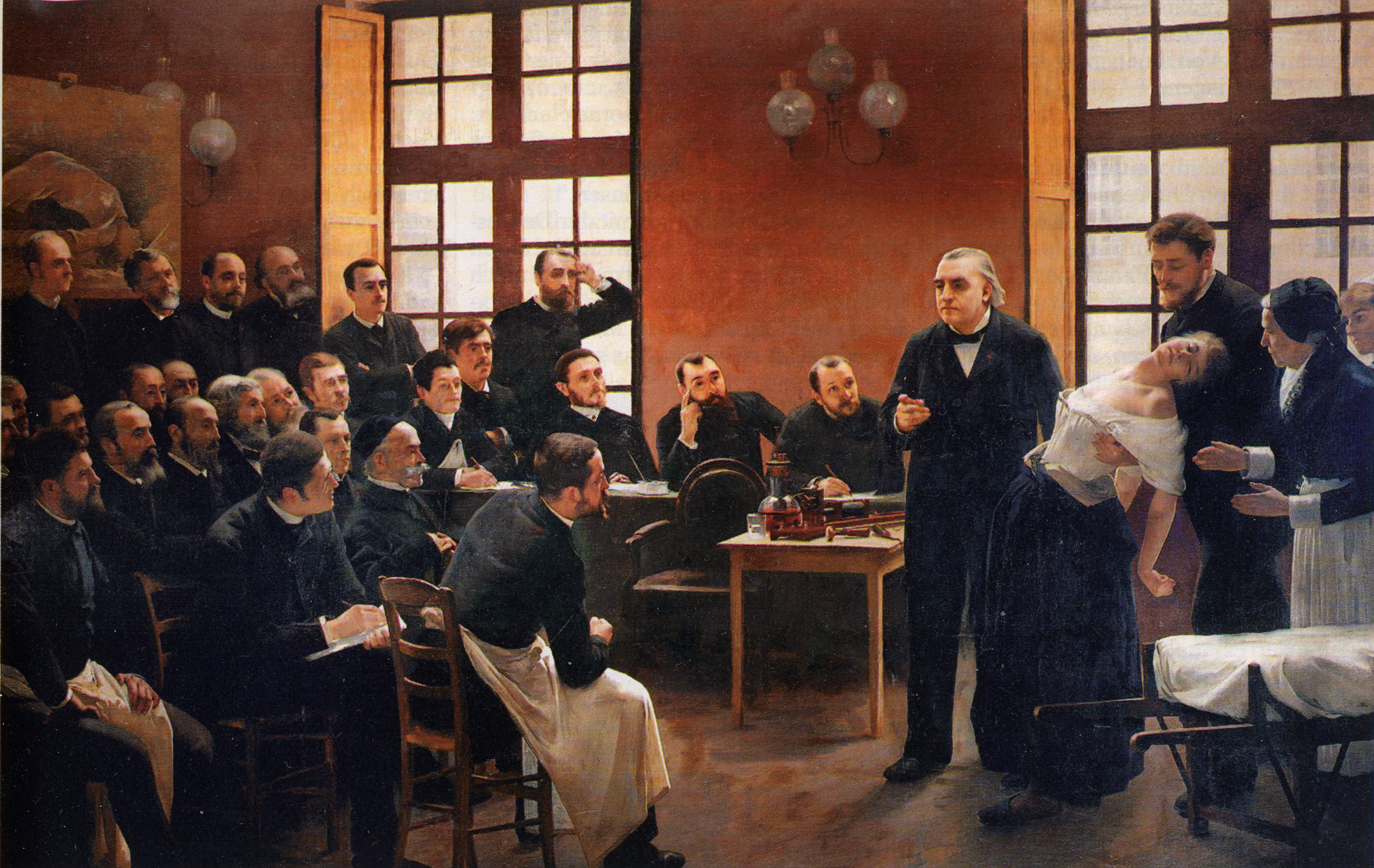
Jean-Martin Charcot, l'un des fondateurs de la neurologie et le médecin le plus célèbre de l'hôpital. Tableau Une leçon clinique à la Salpêtrière.

Plusieurs médecins de renom ont exercé à la Salpêtrière, parmi lesquels :
- Jean-Baptiste Pussin (1745-1811), y fut surveillant de Pinel ;
- Philippe Pinel (1745-1826) ;
- Jean-Étienne Esquirol (1772-1840) ;
- Aristide Verneuil (1823-1895); chirurgien francais ayant laissé son nom à une affection dermatologique (Maladie de Verneuil)
- Pierre-Augustin Béclard (1785-1825)
- Étienne-Jean Georget (1795-1828) ;
- Jean-Pierre Falret (1797-1870) ;
- Ernest-Charles Lasègue (1816-1883) ;
- Jean-Martin Charcot (1825-1893), précurseur de la neurologie, certainement le médecin le plus célèbre de l'hôpital ;
- Pierre Marie (1853- 1940),neurologue formé par Charcot, ayant laissé son nom à plusieurs maladies dont la maladie de Charcot-Marie-Tooth, l'acromégalie, et la spondylarthrite ankylosante
- Georges Gilles de La Tourette (1857-1904)
- Alfred Vulpian (1826-1893) ;
- Octave Terrillon (1844-1895), pionnier de l'asepsie chirurgicale ;
- Paul Richer (1849-1933), anatomiste passionné par une approche scientifique de la beauté artistique, collabora avec Charcot à la Salpêtrière ;
- Paul Segond (1851-1912), pionnier de la chirurgie gynécologique, chef de clinique d'Ulysse Trélat, puis chirurgien en chef (1900-1912) de l'hôpital ;
- Sigmund Freud (1856-1939) : en octobre 1885, Freud fut élève de médecine chez Jean-Martin Charcot durant quatre mois à Paris ;
- Joseph Babinski (1857-1932) : chef de clinique de Charcot, et son élève préféré, participa aux leçons du maître à la Salpêtrière ;
- Pierre Janet (1859-1947), psychologue, figure majeure de la psychologie clinique française du XIXe siècle.
- Achille Souques, (1860-1944), chef de service à la Salpêtrière et un des fondateurs de la Société de Neurologie
- Guillaume Duchenne (1806-1875), médecin neurologue à la Salpêtrière décrit, en 1858, l'ataxie locomotrice progressive (maladie de Duchenne) ainsi que la paralysie labio-glosso-laryngée (syndrome de Duchenne) en 1860
- Ivan Bertrand (1893-1965), créateur et directeur de l'Institut de neurobiologie.

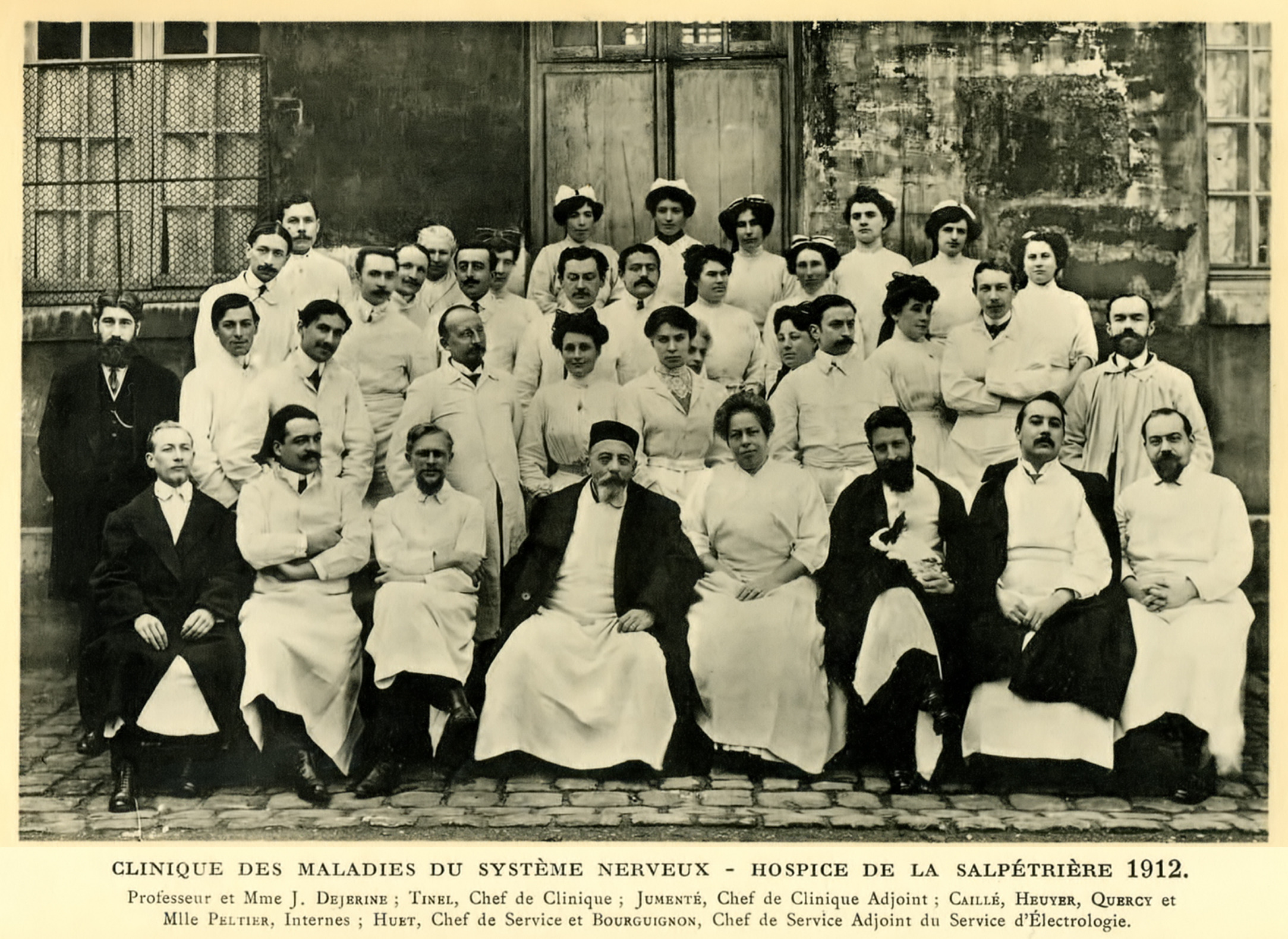
Jules Dejerine (en bas, second à partir de la droite) pose avec le personnel et les chefs de clinique en 1912.

- Jules Dejerine (en bas, second à partir de la droite) pose avec le personnel et les chefs de clinique en 1912. Alfred Velpeau (1795-1867) célèbre chirurgien et anatomiste francais
- Christian Cabrol (1925-2017), fondateur et directeur du service de chirurgie cardiaque de l'hôpital de la Pitié-Salpêtrière de 1972 à 1990.
- Jacques Lisfranc (1787-1847), chirurgien et gynécologue, laissant son nom à l'articulation de Lisfranc du médio-pied.
- Daniel Widlöcher (1929-2021), chef du département de psychiatrie de la Pitié-Salpêtrière et fondateur de la chaire de psychothérapie à l'hôpital de la Pitié-Salpêtrière.
- Raymond Roy-Camille (1927-1992), chef de service de chirurgie orthopédique, et inventeur de la visée pédiculaire.

## Cinéma
La Salpêtrière a servi de lieu de tournage pour les films :
- 1962 : Cléo de 5 à 7 d'Agnès Varda. Cléo et Antoine s'y rende en bus après leur rencontre pour connaître le résultat des examens médicaux de Cléo. Le film se referme sur le couple en train de marcher dans le jardin de l'hôpital.
- 1969 : Du soleil plein les yeux de Michel Boisrond ;
- 2001 : Tanguy d'Étienne Chatiliez ;
- 2012 : Augustine d'Alice Winocour.
- 2021 : Le Bal des folles de Mélanie Laurent se déroule dans cet hôpital à la fin du XIXe siècle, mais c'est l'hôpital de la Marine à Rochefort qui a servi de lieu de décor. Il s'agit de l'adaptation cinématographique du roman éponyme de Victoria Mas.
- Sortira le 4 février 2024 un autre film sur la pratique du bal des folles, Captives de Arnaud des Pallières avec Mélanie Thierry, Josiane Balasko, Marina Foïs, Carole Bouquet et Yolande Moreau[15].

Télévision
- 1967 : quelques scènes (en extérieur et intérieur) du feuilleton Vidocq de Marcel Bluwal et Claude Loursais (avec Bernard Noël, Geneviève Fontanel, etc.).

## Romans
- Le bal des folles, Victoria Mas, éditions Albin Michel, 2019. L'héroïne principale y est enfermée par son père.
- Blanche et Marie, Per Olov Enquist, Actes sud, 2005.
- Réparer les vivants, Maylis de Karengal, éditions Verticales, 2014.
- Dans Manon Lescaut, l'héroïne éponyme y est enfermée.
- La Louisiane, Julia Malye, 2024. L'histoire débute à la Salpêtrière en 1720. La Supérieure est mandatée pour sélectionner une centaine de femmes pour les envoyer en Louisiane afin d'épouser les colons français déjà sur place.

## Accès
Ce site est desservi par les stations de métro Saint-Marcel et Chevaleret.